# Paul Eisel
Paul Eisel (* 24. April 1955 in Dresden) ist ein deutscher Maler und Grafiker.

## Leben und Werk
Eisel ist der Sohn des Malers Fritz Eisel. Er studierte bei seinem Vater an der Hochschule für Bildende Künste Dresden, bei Bernhard Heisig an der Hochschule für Grafik und Buchkunst Leipzig und am Staatlichen Akademischen Repin-Institut für Malerei, Bildhauerei und Architektur der Kunstakademie der UdSSR in Leningrad.
Er gehörte zu den 15 Malern, die ab 1982/1983 bei Werner Tübke an der Ausmalung des Bauernkriegspanoramas in Bad Frankenhausen arbeiteten.
Eisel lebt als freischaffender Künstler in Langen Brütz. Im Juni 1989 besuchte Markus Wolf dort Eisels Vater anlässlich dessen Jubiläumsausstellung in Schwerin. Dabei zeigte Paul Eisel ihm sein Bild Druckanzug (1988/89, Öl, 200 × 105 cm; Auftrag der Politischen Hauptverwaltung der NVA; heute im Militärhistorischen Museum der Bundeswehr in Berlin-Gatow). Dazu urteilte Wolf: „Obwohl der eigentliche Inhalt des Anzugs, der Pilot, fehlt, wirkt der Anzug gespenstisch lebendig, erfüllt das Bild den Betrachter mit Unruhe, überlässt es seiner Phantasie, dieses Symbol der Entfremdung zu deuten. Paul hat es sich mit der Suche nach eigenem Standort und eigener Handschrift nicht leicht gemacht, er hat beides anscheinend gefunden.“
Eisel war bis 1990 Mitglied im Verband Bildender Künstler der DDR. 
Seit der deutschen Wiedervereinigung betätigt er sich vor allem als Landschaftsmaler, Porträtist und „realistisch – sozialkritischer Maler“.

## Werkbeispiele
- Ernst Barlach (1984, Lithografie, 24 × 18 cm)[5]
- Freunde (1984, Öl, 171 × 131 cm; Auftrag der Politischen Hauptverwaltung der NVA, Strausberg; auf der X. Kunstausstellung der DDR)[6]
- Bildnis A. E. Edelberg (1987, Öl, 122 × 101 cm; Kunstarchiv Beeskow)
- VdgB-Funktionär Fritz Oldenburg (1989, Öl; Meininger Museen)[7]
- Wismut vor Ort (um 1995/1996, Öl; Kunstsammlung der Wismut GmbH, Chemnitz)[8]
- Porträt Peter-Michael Diestel (2009, Öl, 120 × 85 cm)
- Porträt Franz Josef Wernze (Öl)[9]

## Ausstellungen (unvollständig)

### Teilnahme an zentralen und wichtigen regionalen Ausstellungen in der DDR
- 1984: Berlin, Altes Museum („Junge Künstler der DDR“)
- 1985: Schwerin, Bezirkskunstausstellung
- 1986: Cottbus, Staatliche Kunstsammlungen („Soldaten des Volkes - dem Frieden verpflichtet. Kunstausstellung zum 30. Jahrestag der Nationalen Volksarmee“)
- 1987/1988: Dresden, X. Kunstausstellung der DDR

### Einzelausstellungen seit der deutschen Wiedervereinigung
- 1992: Salzburg, Galerie auf Schloss Neuhaus (mit Fritz Eisel)